# Samuel Cochran Phillips

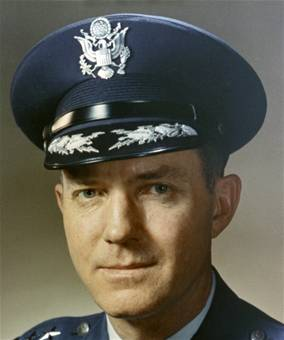
Samuel C. Phillips

Samuel Cochran Phillips (* 19. Februar 1921 in Springerville, Arizona; † 31. Januar 1990 in Palos Verdes, Kalifornien) war ein US-amerikanischer General.

## Leben
Phillips ging in Cheyenne, Wyoming, zur Schule und studierte Ingenieurswesen an der University of Wyoming vor dem Zweiten Weltkrieg. Im Zweiten Weltkrieg war er Kampfpilot und war in England 1944/1945 stationiert. Danach war er in Frankfurt am Main stationiert. Phillips war von 1964 bis 1969 Direktor des Apollo Manned Lunar Lander Program der NASA beim Apollo-Programm. Von 1972 bis 1973 war er Direktor der National Security Agency (NSA). Von 1973 bis 1975 war er Commander des Air Force Systems Command (COMAFSC).
Phillips war verheiratet und hatte drei Kinder.

## Auszeichnungen
Auswahl der Dekorationen, sortiert in Anlehnung der Order of Precedence of Military Awards:
- NASA Distinguished Service Medal (1968 und 1969)
- Air Force Distinguished Service Medal (1969)
- Legion of Merit
- Distinguished Flying Cross (2 ×, 1969)
- Air Medal (8 ×)
- Croix de guerre

1971 erhielt er die Langley Gold Medal.